# Rubin Tjumen
Chokkeiny Klub Rubin Tjumen (russisch Хоккейный Клуб Рубин Тюмень, wiss. Transliteration Chokkejnyj Klub Rubin Tjumen'), meist nur Rubin Tjumen ist ein 1959 gegründeter russischer Eishockeyklub aus Tjumen. Die Mannschaft spielt in der Wysschaja Hockey-Liga und trägt ihre Heimspiele im Sportpalast Tjumen aus. Die Vereinsfarben sind Blau, Weiß und Rot.

## Geschichte

Logo von Gasowik

Der Klub wurde 1959 unter dem Namen Wodnik Tjumen gegründet. Diesen Namen behielt das Team bis 1972, ehe die Mannschaft in Rubin Tjumen umbenannt wurde. 1995 erfolgte die erneute Umbenennung in Gasowik Tjumen, da der Verein ein Sponsorenverhältnis mit dem Erdgasförderunternehmen Gazprom eingegangen war.
Von 1994 bis 1999 spielte der Verein in der ersten russischen Liga. 1999 stieg er in die Wysschaja Liga, die zweite russische Spielklasse, ab. Zur Saison 2010/11 wurde die Mannschaft schließlich in deren Nachfolgeliga Wysschaja Hockey-Liga aufgenommen, nachdem sie ihren Namen im Sommer 2010 wieder in Rubin Tjumen geändert hatte. In dieser gewann die Mannschaft in der Premierensaison die Meisterschaft der zweithöchsten russischen Liga. Als Meister wurde die Mannschaft vom russischen Eishockeyverband für den IIHF Continental Cup der Saison 2011/12 gemeldet.
In den vergangenen Jahren brachte der Klub zahlreiche Spieler hervor, die später den Sprung in die Superliga bzw. Kontinentale Hockey-Liga schafften.
Rubin Tjumen fungiert als Farmteam des KHL-Teilnehmers HK Jugra Chanty-Mansijsk.

## Bekannte Spieler
| - Konstantin Alexandrowitsch Barulin (2001–2005) - Denis Walerjewitsch Franskewitsch (2003–2004) - Artur Ramilewitsch Garipow (2004–2005) - Alexander Lwowitsch Golz (2009–2010) - Denis Wladislawowitsch Kuljasch (2000–2002) | - Jewgeni Wadimowitsch Kurbatow (2009–2010) - Iwan Sergejewitsch Lissutin (2003–2008) - Alexei Anatoljewitsch Medwedew (2002–2003) - Alexei Raissowitsch Mursin (2002–2004) - Witali Jurjewitsch Schulakow (2003–2004) |